# MUMPS
MUMPS (Massachusetts General Hospital Utility Multi-Programming System), oppure M, è un linguaggio di programmazione creato nel 1960, originariamente per l'uso nella sanità/industrie farmaceutiche/sanitarie.
È stato progettato per scrivere/amministrare facilmente applicazioni database mantenendo contemporaneamente un uso efficiente delle risorse del computer. 
Anche se non ha mai avuto una larga diffusione, fu scelto come linguaggio adottato per molti database che gestivano informazioni sanitarie  o finanziarie (specialmente dal 1970 al 1980) e continua ad essere utilizzato dai medesimi clienti ancora oggi.
Rispetto al C e molti linguaggi oggi di uso comune, ha una grande differenza di sintassi e terminologia. Offre un numero di funzionalità non disponibili negli altri linguaggi, includendo alcune raramente usate, concepite per la programmazione di database.
Lo standard SQL::99 prevede la possibilità di usare MUMPS (oltre a diversi altri linguaggi) per la programmazione di routine esterne.

## Descrizione
MUMPS è un linguaggio per creare applicativi database.  Una funzione secondaria inclusa nel linguaggio è aiutare i programmatori a creare applicazioni che usino risorse minime del computer. Nell'implementazione originaria era un linguaggio interprete, benché le moderne implementazioni lo rendano parzialmente o totalmente compilato.